# Diocèse de San José de Mayo
Le diocèse de San José de Mayo (en latin : Dioecesis Sancti Iosephi in Uraquaria ; en espagnol : Diócesis de San José de Mayo) est un diocèse de l'Église catholique en Uruguay suffragant de l'archidiocèse de Montevideo.

## Territoire

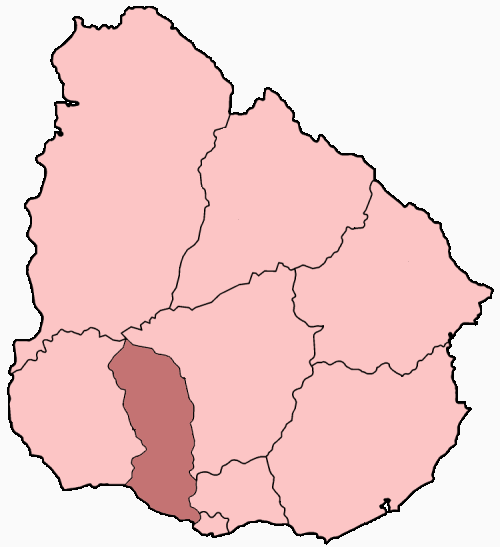
Diocèse de San José de Mayo

Il comprend les départements de San José et de Flores avec un territoire d'une superficie de 10 136 km divisé en 13 paroisses. Le siège épiscopal est dans la ville de San José de Mayo où se trouve la cathédrale-basilique Saint-Joseph.

## Histoire
Le diocèse est érigé le 15 novembre 1955 par la constitution apostolique Accepta arcano du pape Pie XII en prenant sur le territoire de l'archidiocèse de Montevideo et du diocèse de Salto.
Il cède une portion de territoire le 17 décembre 1960 pour l'érection du diocèse de Mercedespuis de nouveau le 25 novembre 1961 pour la création du diocèse de Canelones.

## Évêques
- Luis Baccino (20 décembre 1955 - 5 juillet 1975)
- Herbé Seijas (15 octobre 1975 - 3 mai 1983)
- Pablo Jaime Galimberti di Vietri (12 décembre 1983 - 16 mai 2006) nommé évêque de Salto
- Arturo Eduardo Fajardo Bustamante (27 juin 2007 - 15 juin 2020) nommé évêque de Salto
- Edgardo Fabián Antúnez-Percíncula Kaenel, S.J depuis le 30 juin 2021